# Palacio del Deán Ortega
El palacio del Deán Ortega, o también  palacio del Marqués del Donadío. Situado en plena Plaza Vázquez de Molina de Úbeda (Jaén, España), constituye uno de los palacios hispano-renacentistas más importantes de la ciudad. Declarado Bien de Interés Cultural, y dentro del recinto declarado Patrimonio de la Humanidad en 2003, es, desde 1929, el actual Parador Nacional de Turismo de Úbeda. El palacio ha sido recientemente musealizado para facilitar su visita histórica.

## Historia
Este palacio fue mandado levantar por Fernando Ortega Salido, deán de la catedral de Málaga y Chantre de la Iglesia Colegial de Santa María de los Reales Alcázares y primer capellán de la Sacra Capilla del Salvador. Su construcción data de mediados del siglo XVI en pleno Renacimiento español, conociéndose que en 1550 fue contratada la losadura de la planta baja. Su trazado corresponde al arquitecto renacentista Andrés de Vandelvira y también intervendría el arquitecto real Luis de la Vega.

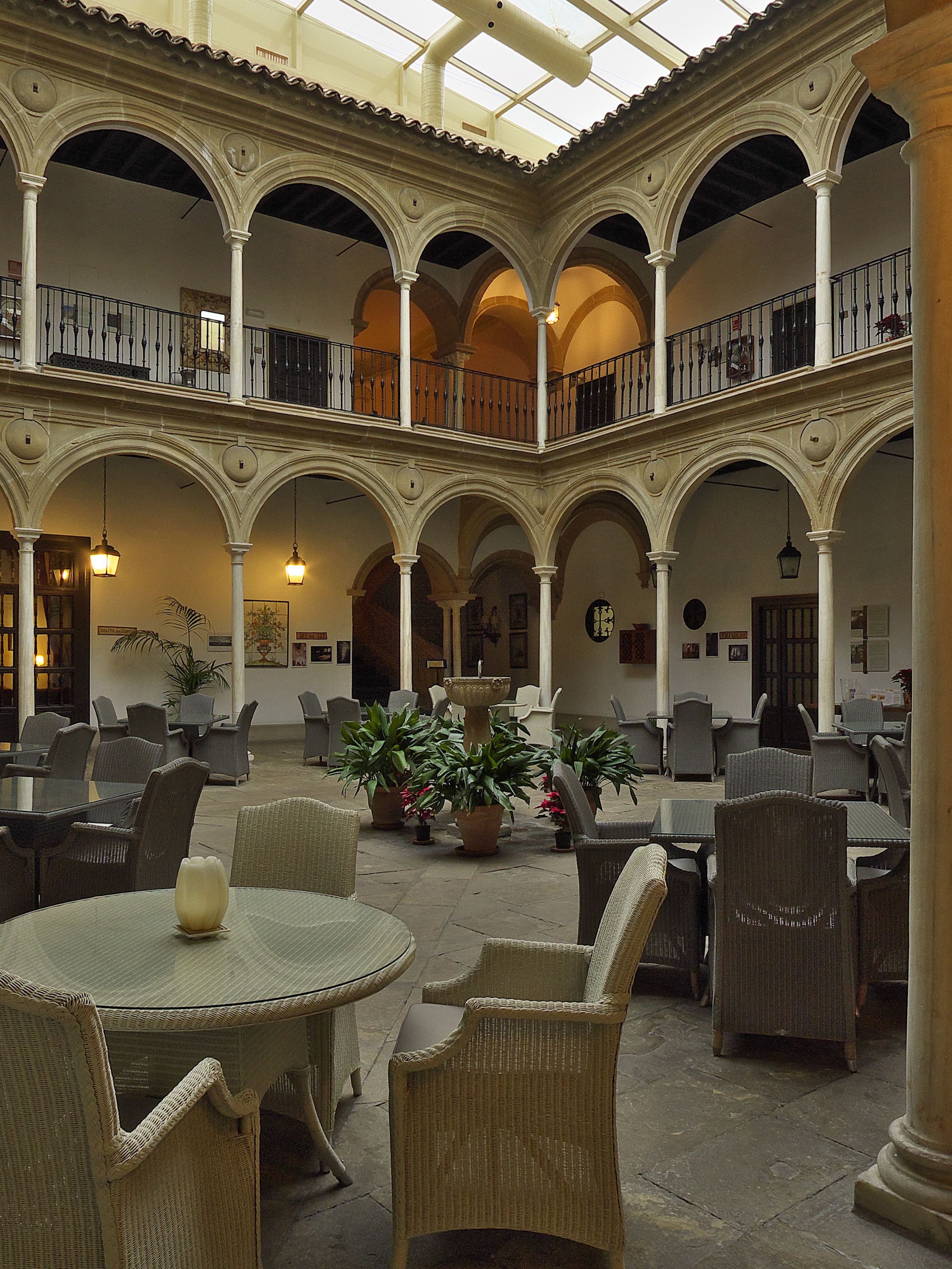
Patio principal

El 6 de agosto de 1831, Ángel Ezequiel Fernández de Liencres y Pando de Castañeda, compra este palacio, mandando poner en él su escudo de armas en la fachada principal del mismo, permaneciendo en él hasta la actualidad, continuando la familia Fernández de Liencres siendo su propietaria hasta que en 1929 pasó a albergar el Parador Nacional de Turismo, uno de los más antiguos de España. Esta iniciativa fue llevada a cabo por el General Saro.
El 2 de junio de 2012, se celebró en el palacio del Dean Ortega-Marqués de Donadío, la I convención de la Familia Fernández de Liencres.

## Descripción
Está distribuido en una planta prácticamente rectangular, tal y como la mayoría de los palacios de la ciudad.
El patio central de forma cuadrangular y carácter intimista y elegante, sirve como elemento que articula todo el edificio y está porticado a dos alturas. Muestra de la influencia granadina, éste patio alberga unas esbeltas columnas de gran belleza que son prueba de la unión del arte nazarí y renacentista.
La fachada principal, dirigida hacia el Sur, se divide horizontalmente en dos cuerpos. La portada principal, sobre escalinata, adintelada, y algo desplazada en línea de fachada, sigue el esquema de otros palacios y grandes casas de la ciudad renacentista, y así, aparece custodiada por dos columnas dóricas sobre pedestales y rematada sobriamente por dos ángeles que sostienen sobre filacteria las armas del I Marqués de Donadío, D. Ángel Ezequiel Fernández de Liencres y Pando de Castañeda, cuya familia fue propietaria del mismo durante casi 100 años hasta su conversión en Parador de Turismo. Como curiosidad, cabe destacar las anillas para atar a los caballos y los balcones esquinados, muy típicos de la arquitectura de Úbeda. 
Este palacio es la viva imagen de la sencillez y la sobriedad castellana en el cambio del siglo XVI al XVII.